# Leabua Jonathan
Leabua Jonathan (Leribe, 30 ottobre 1914 – Pretoria, 5 aprile 1987) è stato un politico lesothiano, Primo ministro del Lesotho dal 1965 e al 1986, quando fu destituito a seguito di un colpo di Stato guidato dal generale Justin Metsing Lekhanya. Era esponente del Partito Nazionale del Basotho, di orientamento conservatore.